# Kvartér
Kvartér (čtvrtohory) je označení pro geologické období posledních 2,58 milionů let, nejmladší ze tří period kenozoika. Dělí se na starší pleistocén, který vyplňuje téměř celé období a je charakterizován cykly doby ledové, a mladší holocén (začíná cca před 10 700 lety) se současným podnebím. 
Kvartér je dobou vývoje člověka. Pleistocén odpovídá starší době kamenné (paleolitu), holocén době od jeho konce až po současnost. 
Pro období zvýšeného  vlivu člověka se v poslední době používá označení antropocén, na jehož přesné definici a časovém vymezení ještě nepanuje shoda, termín se někdy používá i jako synonymum pro holocén.

## Stratigrafie
Benátský důlní inženýr Giovanni Arduino v 60. letech 18. století rozlišil na přirozeném geologickém řezu na severu Itálie čtyři geologická období, jež nazval řády – tedy první, druhý, třetí a čtvrtý řád, přičemž čtvrtý byl nejmladší. Této terminologie se přidržovali francouzští geologové Jules Desnoyers a Henri Reboul, kteří ve 30. letech 19. století označovali ve svých studiích výrazem quaternaire geologické období příslušné k zachovaným horninám obsahujícím zbytky víceméně současných rostlin a živočichů. Roku 1854 ve Švýcarsku navrhl Adolphe Morlot, aby se pro toto období používalo výrazu quartaire – kvartér, a ten v odborné literatuře částečně ujal, v jiných jazycích se užívá původní výraz. Roku 1830 ještě skotský geolog Charles Lyell ve stejném smyslu používal termín pleistocene, ale toto označení bylo později vztaženo k jednomu z dílčích období čtvrtohor.
Otázka počátku kvartéru byla dlouho předmětem odborných sporů. Jako hranice byla roku 1983 stanovena doba před 1,8 miliony let. Spory však neutichly, neboť řada vědců upozorňovala, že tato doba nepřinesla žádné převratné změny, které by takovou hranici odůvodnily. Nakonec roku 2009 Mezinárodní komise pro stratigrafii přiřadila ke čtvrtohorám i původně tercierní stupeň gelas, čímž se hranice kvartéru posunula na 2,588 milionu let před dneškem. Důvodem byl fakt, že právě z této doby byly zjištěny příznaky prudkého globálního ochlazení klimatu.
| Geologické období | Geologické období | Kontinentální zalednění sev. Evropy | Horské zalednění Alp | Stáří (miliony let) |
| ----------------- | ----------------- | ----------------------------------- | -------------------- | ------------------- |
| Holocén           | Holocén           |                                     |                      | 0,0117              |
| Pleistocén        | Svrchní           | Weichsel (glaciál)                  | Würm                 | 0,126               |
| Pleistocén        | Svrchní           | Eem (interglaciál)                  | Riss/Würm            | 0,126               |
| Pleistocén        | Střední           | Saale (glaciál)                     | Riss                 | 0,781               |
| Pleistocén        | Střední           | Holstein (interglaciál)             | Mindel/Riss          | 0,781               |
| Pleistocén        | Střední           | Elster (glaciál)                    | Mindel               | 0,781               |
| Pleistocén        | Střední           | Cromer (několik gl. a igl.)         | Haslach              | 0,781               |
| Pleistocén        | Střední           | Cromer (několik gl. a igl.)         | Günz/Mindel          | 0,781               |
| Pleistocén        | Spodní (kalabr)   | Bavel (několik gl. a ingl.)         | Günz                 | 1,806               |
| Pleistocén        | Spodní (kalabr)   | Bavel (několik gl. a ingl.)         | Donau/Günz           | 1,806               |
| Pleistocén        | Spodní (kalabr)   | Menap (glaciál)                     | Donau                | 1,806               |
| Pleistocén        | Spodní (kalabr)   | Waal (integlaciál)                  | Donau                | 1,806               |
| Pleistocén        | Spodní (kalabr)   | Eburon (glaciál)                    | Donau                | 1,806               |
| Pleistocén        | Spodní (gelas)    |                                     |                      | 2,588               |

## Geologie a klima

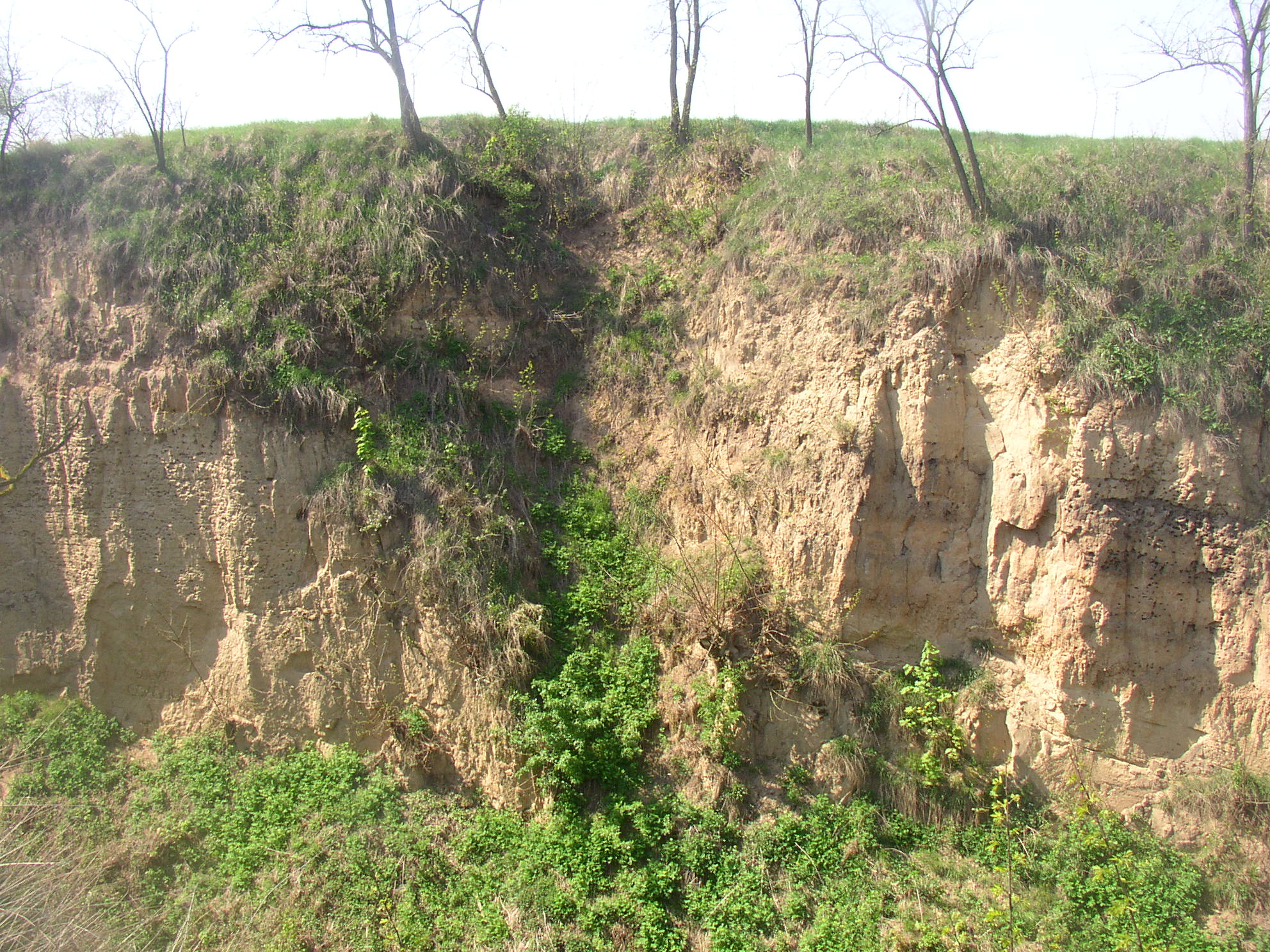
Přirozená rokle u Zeměch s mocným profilem vátých spraší.

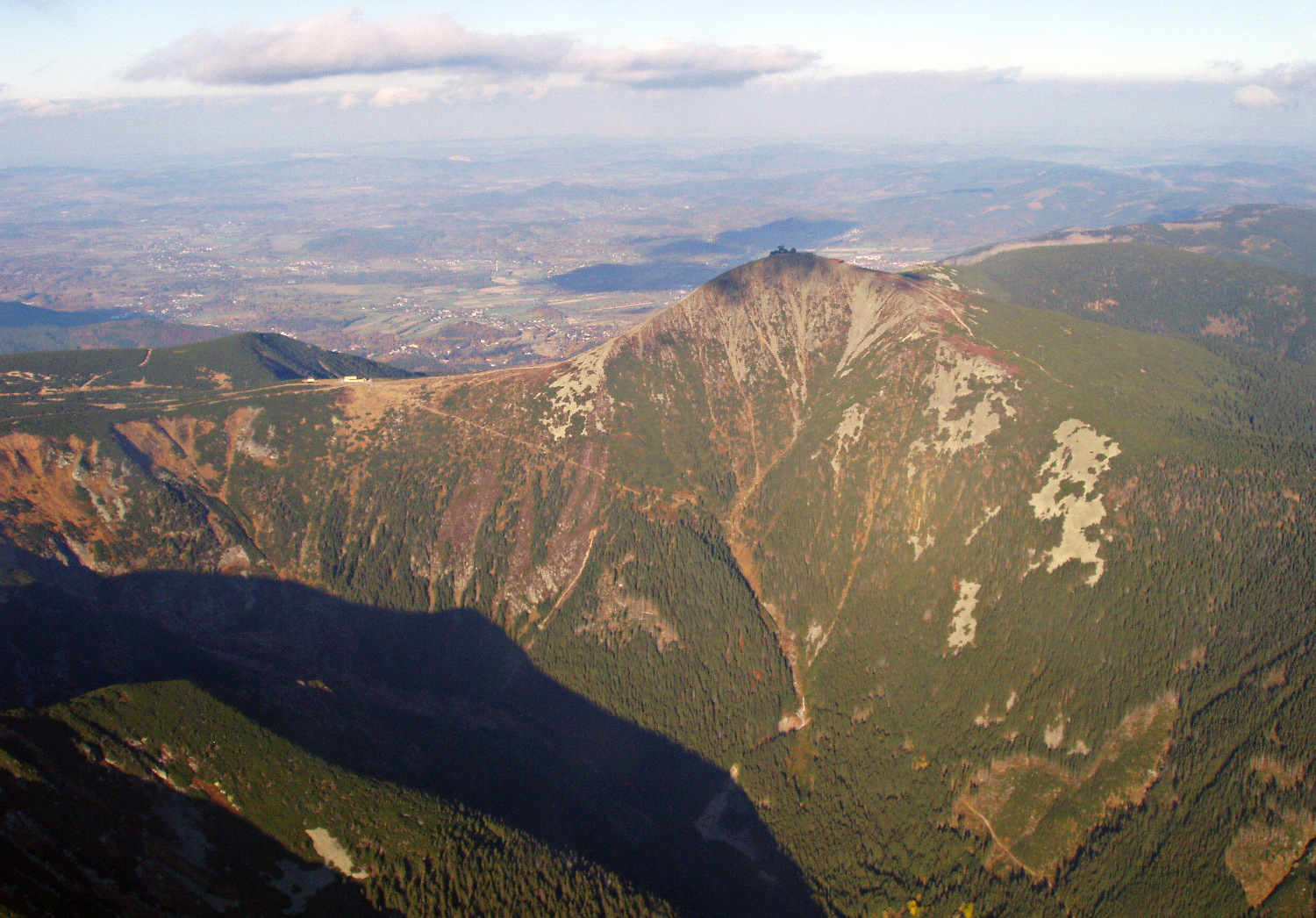
Ledovcový kar v Obřím dole v Krkonoších.

Od počátku kvartéru se kontinenty nacházejí již v dnešní podobě. Z předchozích období pokračuje alpinské vrásnění a výzdvih Himálaje. Obrys pevniny významně mění značné kolísání hladiny moří – až o 120 m, spojené s vynořením rozsáhlých souší, jež ovlivňují migraci fauny a flóry. Z těchto pevninských mostů má značný význam tzv. Beringie, opakovaně se vynořující souš mezi Severní Amerikou a Asií, která umožnila kromě rozšíření řady živočišných druhů, např. mamutů či velbloudů, též rozšíření člověka na americký kontinent.
Toto kolísání mořské hladiny způsobil nástup globálního ochlazení, díky kterému je značné množství vody vázáno v pevninských ledovcích. Původně se předpokládalo, že ochlazení přišlo v jediné velké ledové době, později byla tato teorie revidována zjištěním existence čtyř ledových dob. Nakonec byl objeven dlouhý cyklus mnoha dílčích ochlazení a oteplení, přičemž na příkladu průběhu posledního chladného cyklu, jenž je pro svoji chronologickou blízkost nejlépe prozkoumaný, se předpokládá existence velmi složitého průběhu klimatických výkyvů v průběhu celého kvartéru. Kvartér se ve srovnání s předcházejícími teplejšími obdobími jeví jako jedna dlouhá doba ledová, která se dělí na jednotlivé výrazně chladné a suché výkyvy (glaciály) a vlhčí a teplejší výkyvy (interglaciály).
Například na území dnešního Česka se v nejteplejších úsecích interglaciálů předpokládají průměrné teploty o 2 – 3 °C vyšší oproti dnešku, zatímco v nejstudenějších úsecích glaciálů až o 11 – 13 °C nižší oproti současnému průměru. Kromě těchto největších klimatických výkyvů docházelo v průběhu glaciálů, a to zejména na jejich počátku, k dalším dílčím výkyvům – studeným stadiálům a teplejším interstadiálům. Navíc lze hluboko do minulosti zaznamenat velké množství jemnějších teplotních výkyvů oběma směry, jež se nazývají oscilace. Období od posledního glaciálu do současnosti, tedy holocén, je pravděpodobně jen další z řady interglaciálů, oproti předcházejícím však jeví řadu odlišností: odlišná je například fauna savců i ráz krajiny v Evropě. Proto se pro holocén používá i označení postglaciál.
Klimatické výkyvy mají vliv na rychlost a intenzitu procesů eroze a ukládání hornin, zejména v příledovcových (periglaciálních) oblastech. Velká území Evropy, Asie a Severní Ameriky byla ovlivněna přítomností stálé tlakové výše nad pevninskými ledovci na severu kontinentů, což způsobovalo stálé proudění suchých studených větrů z těchto míst. Sucho a mráz za nepřítomnosti souvislého rostlinného pokryvu způsobovaly charakteristický rozpad určitých hornin a jejich akumulaci v podobě mohutných souvrství spraší, které jsou dnes jednou z nejběžnějších hornin na světě. Měnil se také vodní režim řek, jež přecházely z režimu meandrující do divočící řeky a naopak. V glaciálech měly řeky v periglaciální zóně nízký průtok s občasnými vodními přívaly v mělkém, širokém, příměji vedeném korytu, jelikož podnebí bylo suché a v krajině bylo málo vegetace, která by brzdila erozní a akumulační činnost řeky. Naopak v interglaciálech řeky tečou v hlubších korytech s častými oblouky, které se postupně prohlubují či izolují od hlavního toku a vytvářejí slepá ramena. Při přechodech ze studených do teplejších a vlhčích období dochází k výraznému zařezávání říční nivy pod úroveň okolní krajiny, čímž vznikají tzv. říční terasy.

## Život

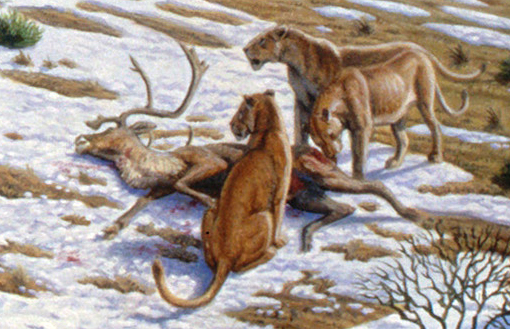
Vyhynulý evropský lev jeskynní.

Z živočichů prodělávají nejdynamičtější vývoj savci. Na území střední Evropy žili např. mamuti, srstnatí nosorožci, koně, jelenovití (mezi nimi obrovitý megaloceros giganteus s rozpětím paroží až 3 m), šavlozubé kočkovité šelmy (machairodus), jeskynní lvi, jeskynní medvědi apod. Vývoj savců a ptáků v průběhu pleistocénu dosahoval mimořádné dynamiky.
Do pleistocénu spadá i větší část vývojové linie směřující k dnešnímu člověku a dalším primátům.
Předpokládalo se, že vliv glaciálů nebyl pro všechny oblasti světa rovnoměrný, tj. směrem k rovníku vliv glaciálů klesal. Například v pásmu deštných lesů se mluvilo o kulminaci vlhkého období – pluviálu. V současnosti převládá teorie, že rozloha deštných lesů se v průběhu glaciálu velmi zmenšila a zmenšila se i jejich druhová diverzita. Naopak v interglaciálech jejich rozloha roste. V tom je jeden z rozdílů oproti předchozím interglaciálům a současnému postglaciálu. Zdá se, že rozloha deštných lesů klesá a klesá i druhová diverzita v jiných biotopech. O tom, jak podstatná je tato změna a jaký podíl na tom má činnost člověka, se vedou odborné diskuse.

Vymírání četných živočišných druhů však můžeme sledovat již od posledního náporu poslední ledové doby. Vymírá tzv. megafauna, k níž řadíme velké druhy savců, typické pro větší část kvartéru. Na konci poslední doby ledové vymírají mamuti, srstnatí nosorožci, obří australští vačnatci a další druhy. V době, kdy se tyto druhy ocitají na pokraji vyhynutí, dosahuje maximálního rozšíření obří evropský jelen Megaloceros giganteus, ten však přesto nakonec též vymírá.
Po odeznění posledního glaciálu dochází k rozvoji lidské společnosti, která postupně přechází z kultur lovců a sběračů k zemědělským kulturám; vznikají města a státy. Díky tomu dochází k rozrůstání lidské populace, která zároveň silně ovlivňuje tvář krajiny a následně její biologickou diverzitu. Míru ovlivnění holocenní přírody člověkem někteří vědci srovnávají s vlivem geologických procesů. V osídlených oblastech dochází k ústupu mnohých živočišných a rostlinných druhů, zejména lesních. Na druhé straně kulturní krajinu využívají četná společenstva druhů preferujících otevřenější stanoviště. Dalšími podstatnými změnami byl nástup intenzivního zemědělství, či naopak v některých oblastech úpadek zemědělství ve prospěch jiných hospodářských činností.